# Czechy (województwo zachodniopomorskie)
Czechy (dawniej: niem. Zechendorf) – wieś w Polsce położona w województwie zachodniopomorskim, w powiecie szczecineckim, w gminie Grzmiąca. Leży przy drodze wojewódzkiej nr 171.